# Schlossberg (Haardt)
Der Schlossberg ist ein Berg in Rheinland-Pfalz und der südöstliche Ausläufer des 554 m hohen Weinbiets in der Haardt am Ostrand des Pfälzerwalds. Der Schlossberg endet in einem Bergsporn desselben Namens. Meist ist auch nur dieser Sporn allein gemeint, wenn vom Schlossberg die Rede ist. Seine Fortsetzung nach oben in Richtung Weinbietgipfel trägt den forstwirtschaftlichen Distriktnamen Hochholz.
Der Bergrücken des Weinbietausläufers fällt von seiner höchsten Stelle (gut 400 m), die südöstlich des Weinbietgipfels liegt, bis zu seinem Sporn im Südosten auf etwa 230 m. Der Sporn trägt dort die Burg Winzingen und das Haardter Schloss; von den Bauwerken ist der Bergname abgeleitet.

## Geographie
Das Weinbietmassiv, zu dem auch der Schlossberg oberhalb des Ortsteils Haardt von Neustadt an der Weinstraße gehört, liegt auf der westlichen Schulter des Oberrheingrabens. Dieser brach vor etwa 50 Millionen Jahren ein und wurde in späterer Zeit durch abgelagerte Sedimente auf das Niveau der heutigen Oberrheinischen Tiefebene aufgefüllt.
Der Südhang des Weinbiets geht von Norden her in den Schlossberg über, der im Osten durch eine Vorhügelzone von der Tiefebene getrennt ist. An seiner West- und Südwestseite fällt der Schlossberg ab ins Meisental, das vom Sulzwiesengraben durchflossen wird. Dieser mündet weiter abwärts im Stadtgebiet von Neustadt von links in den Floßbach, eine linke Ableitung des Speyerbachs, die nach gut 1,5 km wieder in diesen zurückfließt. Am Südwesthang ins Meisental hinab liegt das Naturschutzgebiet Haardtrand - Schloßberg, jenseits des Tals erstreckt sich der Weinbiet-Ausläufer Wolfsberg (490,7 m) nach Süden und Südwesten.

## Biologie
Die zur Rheinebene zeigende östliche Flanke des Weinbiet-Südostläufers ist überwiegend mit Mischwald bewachsen. Unter den Laubbäumen sind Buchen auf häufigsten vertreten, doch fallen die Edelkastanien mit ihrem hellgrünen Blattwerk besonders auf. Dagegen dominieren Kiefern vor allem auf dem Bergrücken. Zusammen mit Fichten und Tannen stellen sie auch den hauptsächlichen Bewuchs an der zum Meisental abfallenden Südwestflanke. Da diese Seite samt dem Naturschutzgebiet im Luv der in der Region vorherrschenden West- und Südwestwinde liegt, erhält sie etwas mehr Niederschläge als der übrige Berg. Deshalb gedeihen dort unter den Nadelbäumen vermehrt feuchtigkeitsliebende Pflanzen wie Moose und Farne, die Biotope bilden und schützenswerten Kleinlebewesen Deckung und Unterschlupf geben.

## Sehenswürdigkeiten

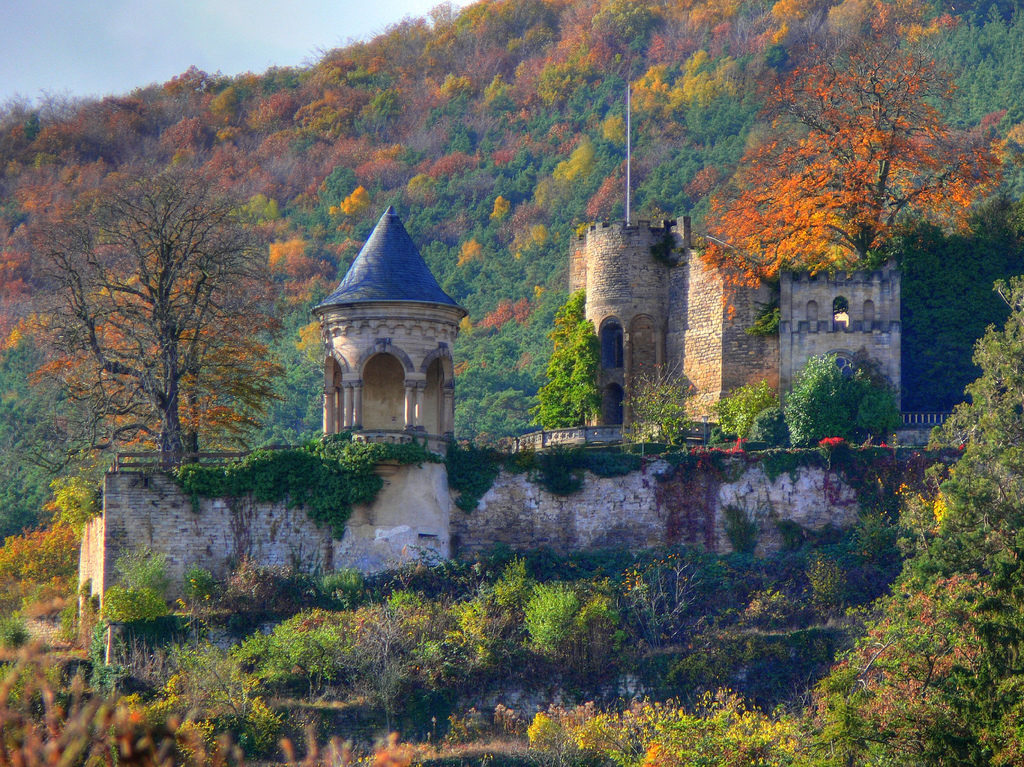
Burg Winzingen
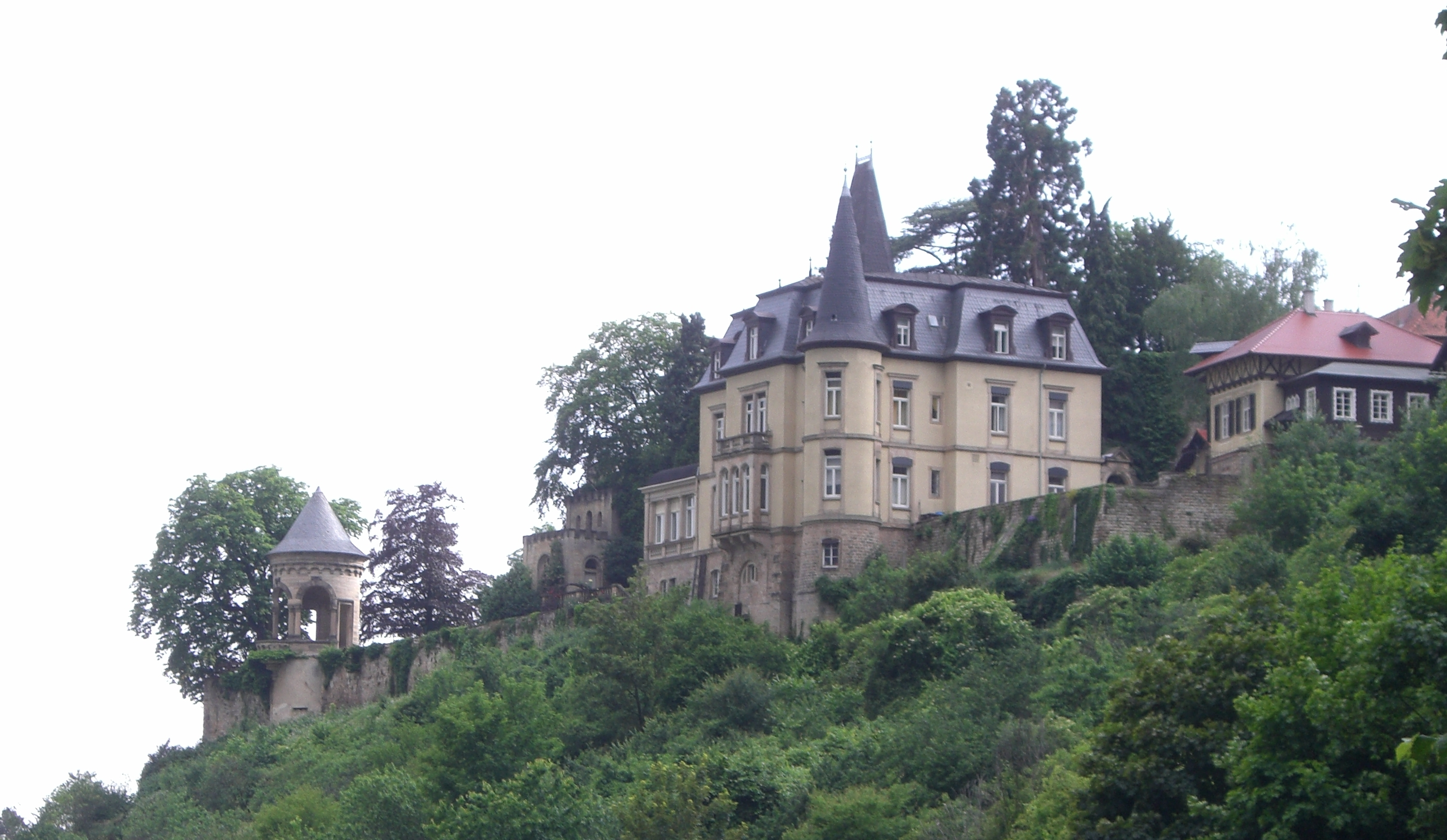
Haardter Schloss

Auf dem äußersten Sporn des Schlossbergs erheben sich 20 bis 30 m oberhalb der Wohnbebauung des Ortsteils Haardt zwei das Ortsbild prägende Kulturdenkmäler, die Burg Winzingen und das Haardter Schloss. Die Burg stammt aus dem 10. Jahrhundert. Sie wurde zweimal zerstört, 1525 im Bauernkrieg und 1696 im Pfälzischen Erbfolgekrieg; nach der zweiten Zerstörung wurde sie nicht mehr auf Dauer aufgebaut und ist seither Ruine. Das kleine Schloss daneben wurde 1875 errichtet und dient nach diversen Restaurierungen als Wohnhaus und Hotel.
Der Schlossberg ist nur durch Wanderwege erschlossen, die in der Nähe der beiden historischen Gebäude beginnen. Der Hauptweg führt zunächst 700 m das Meisental hinauf und dann nach rechts in Serpentinen zum Bergrücken, den er auf etwa 360 m Höhe erreicht. Auf diesem läuft der Weg dann leicht ansteigend in nördlicher Richtung weiter, bis er sich nach 1 km auf gut 400 m Höhe mit anderen Wegen trifft, die unter anderem vom Nebelberg oder vom Gimmeldinger Tal kommen und alle letztlich auf den Weinbietgipfel führen.

## Weinbau
Auf dem nach Westen ansteigenden Hang zwischen der Wohnbebauung von Haardt und dem Ostfuß des Schlossbergs wird Wein angebaut. Die Weinberge bildeten früher die Lage Haardter Schloßberg. 1827, als die Pfalz zum Königreich Bayern gehörte, fand in Haardt, das damals noch ein Winzerdorf war, eine Versteigerung von Weinbergsgelände statt. Dazu gehörten auch „fünfzehn Aren Wingert im Schloßberg… im Banne Haardt“. Da zu dieser Zeit das Haardter Schloss noch lange nicht gebaut war, bezog sich der schon existierende Name Schloßberg offenbar auf die Burg Winzingen.